# James Henry Greathead

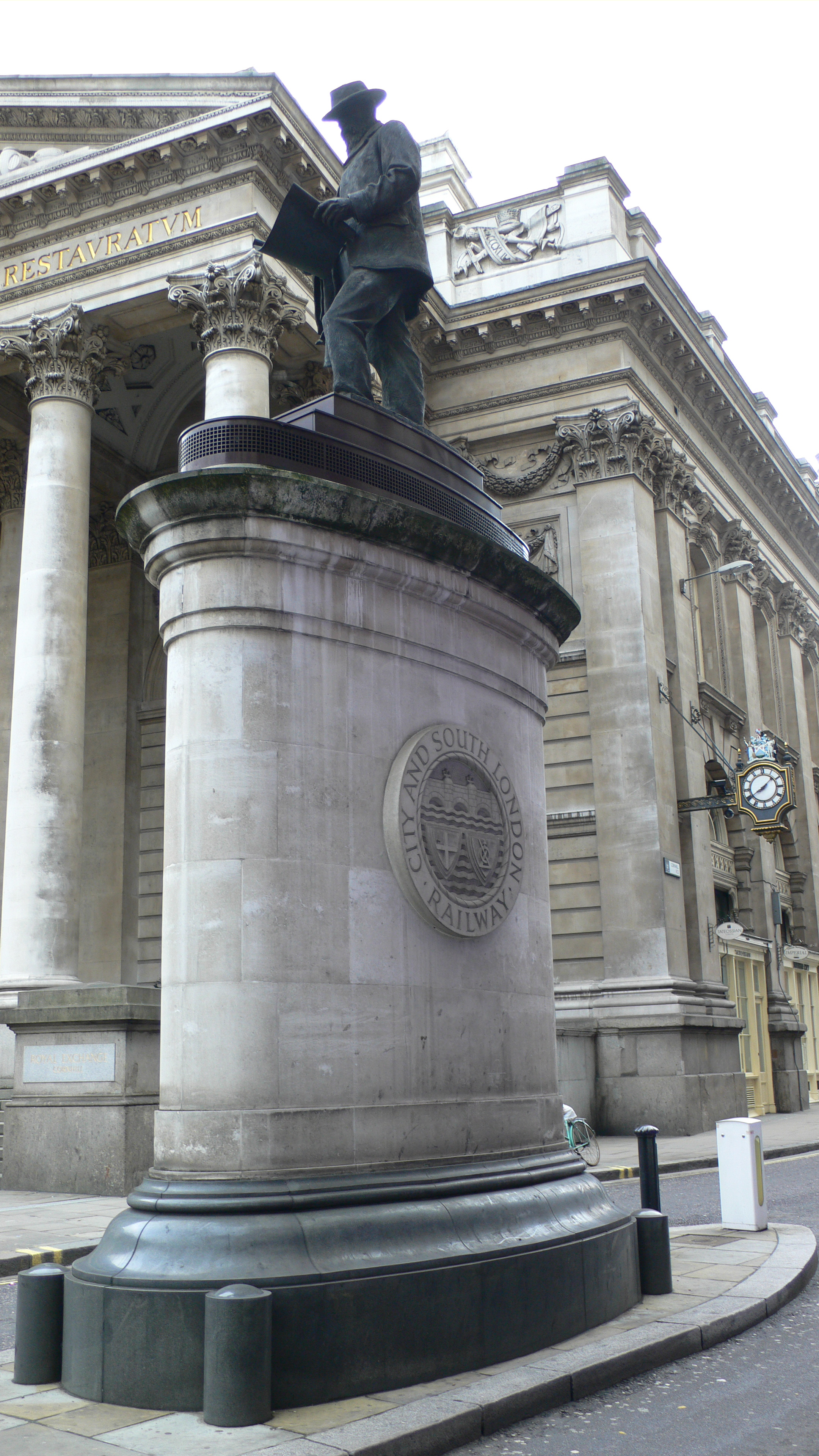
Sinds 1994 herinnert een standbeeld bij het metrostation Bank aan de nalatenschap van Greathead

James Henry Greathead (Grahamstad (Zuid-Afrika), 6 augustus 1844 – Streatham, Londen, 21 oktober 1896) was een Britse ingenieur die bekend werd door zijn werk voor de metro van Londen.
Geboren in Zuid-Afrika verhuisde hij op vijftienjarige leeftijd naar Groot-Brittannië om een opleiding civiele techniek te gaan volgen. In 1864 kreeg hij een baan bij Peter W. Barlow en werkte zich op naar assistent-ingenieur bij de Midland Railway tussen Bedford en Londen.
In 1869 werkte hij opnieuw samen met Barlow, ditmaal aan een tunnel onder de rivier de Theems in het centrum van Londen, de Tower Subway. Hier begon een levenslange fascinatie voor de uitdagingen van het bouwen van tunnels door zachte, met water verzadigde, grond.
Greathead oogstte vooral faam met zijn baanbrekende werk op het gebied van tunnelschildtechnieken. Hij verbeterde het door Marc Isambard Brunel ontwikkelde systeem en vestigde patenten op veel van zijn uitvindingen, zoals het gebruik van perslucht en voorwaartse beweging met behulp van hydraulische vijzels. Beide uitvindingen zijn tegenwoordig standaard bij de aanleg van geboorde tunnels.
Greathead was hoofdingenieur bij de aanleg van de City & South London Railway (tegenwoordig onderdeel van de Northern Line, geopend in 1890), en, kort voor zijn dood, begon hij met zijn werk aan de Central Line (geopend in 1900) met Sir Benjamin Baker. Hij was ook een adviseur bij de aanleg van de Blackwall Tunnel en de Waterloo & City Line, beide werden na zijn dood voltooid.
James Henry Greathead overleed op 52-jarige leeftijd aan maagkanker.
- International Standard Name Identifier: 0000 0000 5224 9642
- Library of Congress Control Number: nb2008010991
- Virtual International Authority File: 6924936
- WorldCat: E39PBJxWXQbPK73WYrWHKy8t8C